# Жоржо Момчев
Георги (Джорджо, Жоржо) Кръстев Момчев е обществен деец, 2 пъти депутат, 2 пъти кмет на Търново (дн. Велико Търново).

## Биография
Роден е в Търново през 1846 г. Син е на Кръстьо Момчоолу – богат търговец, епитроп на храма „Свети Никола“ и основен благодетел на класното училище (1846). Евгени Момчева, сестра на Жоржо, става съпруга на известния общественик и фабрикант Стефан Карагьозов. След завършване на класното училище и гимназия в родния си град продължава своето обучение в Париж.
Жорджо Момчев е вуйчо на Кръстьо Карагьозов и на Венка Карагьозова, съпруга на ген. Стефан Салабашев от Стара Загора, чиято дъщеря Смарайда Салабашева е съпруга на Атанас Буров.
В Търново открива кафене, известно като „Момчевото“. Там се събират най-известните и активни търновци, както и патриотично настроената търновска младеж. Съучредител и касиер на Народно читалище „Надежда“ (1869).
През 1860-те и 1870-те години в града и страната започва процес на революционализиране. В него с готовност се включват богатите търговски фамилии на Кабакчиев, Стефан Карагьозов и Кръстьо Момчоолу. Тяхната заслуга е в осигуряване на материална помощ за революционния комитет.
Жоржо Момчев е в лични връзки с Васил Левски и става член на Търновския частен революционен комитет. Сближава се със Стефан Стамболов. След залавянето му Васил Левски е отведен за разпознаване и разпит в Търново. Момчев и Стефан Карагьозов, повикани в конака като представители на обществеността, обсъждат по техни думи акция за освобождаване на Апостола.
След избухване на Априлското въстание (1876) Момчев е арестуван. Юрдан п. Тодоров в изследване на въстанието в Търновския край пише:
„А в Търново някои младежи, по съветите на Жоржо Момчев и Христо Караминков (Бунито), на два пъти се опитваха да запалят града, като поставяха огън на Каябаш „.
Влиятелните му близки и зет му Стефан Карагьозов ходатайстват за него и го освобождават; Момчев напуска родния град. Сред основателите е на Славянското благотворително дружество в Търново (1877).
След Освобождението от османско владичество се завръща в Търново и попада в обкръжението на Любен Каравелов. Присъединява се към посетителите на хана на Бела Бона.
Участието му в политическия живот започва като съмишленик на Стефан Стамболов. Народен представител е в Първото велико народно събрание, заедно с епископ Климент Браницки, Петър Оджаков и Петко Славейков. Ж. Момчев събира общо 290 гласа. Народен представител и във Второто обикновено народно събрание. Кмет е на Търново (1880 – 1881, 1894 – 1899).